# Planaeschna chiengmaiensis
Planaeschna chiengmaiensis är en trollsländeart som beskrevs av Syoziro Asahina 1981. Planaeschna chiengmaiensis ingår i släktet Planaeschna och familjen mosaiktrollsländor. IUCN kategoriserar arten globalt som otillräckligt studerad. Inga underarter finns listade i Catalogue of Life.